# Manuel Ferrer Regales
Manuel Ferrer Regales (Huesca, 22 de enero de 1927-Pamplona, 13 de septiembre de 2018) fue un catedrático de geografía en las universidades de Oviedo y de Navarra.

## Biografía
Licenciado en Geografía en la Universidad de Zaragoza. Allí, bajo la dirección de José Manuel Casas Torres, defendió su tesis doctoral sobre el Campo de Cariñena y comenzó su labor docente.
En 1958, se desplazó al Principado de Asturias, tras obtener la Cátedra de Geografía en la Universidad de Oviedo. Simultánemanete dirigió el Colegio Mayor Valdesalas.
A comienzos del curso académico 1962/63, en el mes de octubre de 1962, se incorporó a la Universidad de Navarra como profesor de Geografía, en la Facultad de Filosofía y Letras. Compaginó sus tareas docentes e investigadoras, con diversos cargos académicos: Director del Instituto de Artes Liberales (1963-1968), Decano de la Facultad de Filosofía y Letras (1968-1976), Director del departamento de Geografía Humana; y Fundador y Director del Centro de Estudios de Ecología Urbana, creado en 1977.
Estaba casado con Ana María Navarro Ferrer, profesora jubilada del Instituto de Ciencias de la Educación. Tuvieron seis hijos.

## Líneas de investigación
Sus principales líneas de investigación se centraron en el estudio del Medio Ambiente, y de la Geografía urbana, social, industrial y de la población. Se especializó en la Geografía de la población, participando como experto en la Conferencia Mundial de la Población, celebrada en Bucarest (1974), auspiciada por Naciones Unidas.
Dirigió diversos equipos de investigación. Unos, centrados en el asesoramiento y planificación de diversos centros históricos (Almuñécar, Cartagena y Vitoria), y estudió varias áreas urbanas, fundamentalmente del norte peninsular (Bilbao y Pamplona). Otros, en la ordenación del territorio, como es el caso de: la Cátedra de Proyectos de la Escuela de Ingenieros de Montes de la Universidad Politécnica de Madrid o la Asociación para la Revitalización del Bilbao Metropolitano. En la Comunidad foral, asumió el encargo del Gobierno de Navarra, a mediados de los años noventa, de coordinar el proyecto sobre el eje geográfico y económico del I Plan Estratégico de Navarra.
Coordinó la aplicación de los Principios de la Carta Urbanística Megaride 94 en seis áreas metropolitanas de España (1995-2000). 
Publicó una veintena de libros y numerosos artículos en revistas especializadas, y participó en diversos congresos internacionales. 
Durante la Transición, hizo incursiones en la política, como diputado en el Parlamento foral de Navarra, por Unión de Centro Democrático.

## Asociaciones a las que perteneció[5]
- Asociación Española de Ciencia Regional
- Real Sociedad Geográfica
- Asociación de Geógrafos Españoles
- Unión Geográfica Internacional.